# Hoplacephala skaifei
Hoplacephala skaifei är en tvåvingeart som beskrevs av Zumpt 1952. Hoplacephala skaifei ingår i släktet Hoplacephala och familjen köttflugor. Inga underarter finns listade i Catalogue of Life.